# NGC 6179
NGC 6179 ist eine 15,3 mag helle kompakte Galaxie vom Hubble-Typ C im Sternbild Herkules.
Sie wurde am 19. April 1855 vom irischen Astronomen R. J. Mitchell, einem Assistenten von William Parsons, entdeckt.